# Whirlwind Recordings
Whirlwind Recordings ist ein von Musikern geführtes, unabhängiges Musiklabel im Jazzbereich mit Sitz in London.

## Geschichte
Das Label wurde von dem amerikanischen Bassisten Michael Janisch 2010 gegründet, zunächst um sein Soloalbum Purpose Built zu veröffentlichen. Bereits 2013 veranstaltete Whirlwind Recordings das Whirlwind Festival. Dort traten Musiker wie Mike Gibbs, Jim Hart (Cloudmakers Five: Traveling Pulse), Robert Mitchell, Gareth Lockrane, Linda May Han Oh, Greg Osby, Logan Richardson, Phil Robson, Stan Sulzmann und Norma Winstone auf und stellten ihre Produktionen vor.
Whirlwind Recordings hat in den letzten Jahren einen Katalog mit über 150 Alben veröffentlicht und gilt als eines der führenden britischen Tonträgerunternehmen im Bereich Jazz. Neben CDs und digitalen Tonträgern vertreibt das Label ausgewählte Produktionen auch auf Vinyl. Die Künstler des Labels reichen von anerkannten Musikern wie Rez Abbasi, Ambrose Akinmusire, Chris Batchelor, Phil Donkin, Paul Jackson, Ingrid Jensen, Lee Konitz, Christian McBride, Ben Monder, Ivo Neame, Liam Noble, Chris Potter, Ryan Quigley, Jochen Rückert, Dan Weiss (und auch Natacha Atlas) bis hin zu sich noch weiter etablierenden Musikern wie Melissa Aldana, Paul Booth, Josephine Davies, Tori Freestone, Alex Garnett, Samara Joy, Jo Lawry (Acrobats, 2023), Mark Lewandowski, Wojtek Mazolewski, Ted Poor, Matt Ridley, Marta Sánchez, Henry Spencer, Tony Tixier, Tam de Villiers, Konrad Wiszniewski oder Zhenya Strigalev.